# Mine de Khumani
 (décembre 2024).
La mine de Khumani est une mine à ciel ouvert de fer située en Afrique du Sud, dans la province de Cap-Nord, près de la ville de Kathu (en). 
Elle est gérée par Assmang, une coentreprise entre Assore et African Rainbow Minerals. La construction a débuté en 2006 et l'exploitation l'année suivante.
Khumani représente l'une des plus grandes réserves de minerai de fer en Afrique du Sud et dans le monde, avec des réserves estimées à 709 millions de tonnes de minerai titrant 64,2 % de fer métal.